# دولة الدراويش
دولة الدراويش (بالصومالية: Dawlada Daraawiish). دولة إسلامية سنية أسسها السيد محمد عبد الله حسن مطلع القرن الـ20، وهو زعيم ديني محلي جمع البهانتة  حوله وكوّن بهم جيشا مواليا عرف باسم الدراويش. تمكن هذا الجيش من إقامة دولة قوية من خلال السيطرة على أراضي الواقعة تحت حكم السلاطين البهانتة  وإثيوبيا والقوى الأوربية. حازت دولة الدراويش على شهرة واسعة في العالمين الإسلامي بسبب مقاومته ضد الامبراطوريتين البريطانية والإيطالية. صدت قوات الدراويش بنجاح الإمبراطورية البريطانية في أربع حملات عسكرية، وأجبرها على التراجع إلى المنطقة الساحلية. ونتيجة لشهرتها في منطقة الشرق الأوسط وأوروبا، تم إدراج دولة الدراويش كحليف للإمبراطورية العثمانية والإمبراطورية الألمانية. بقيت دولة الدراويش طوال الحرب العالمية الأولى القوة الإسلامية المستقلة الوحيدة في القارة. وبعد ربع قرن من التحكم البريطاني في الساحل، هزم الدراويش أخيرا في عام 1920.

## الأصل

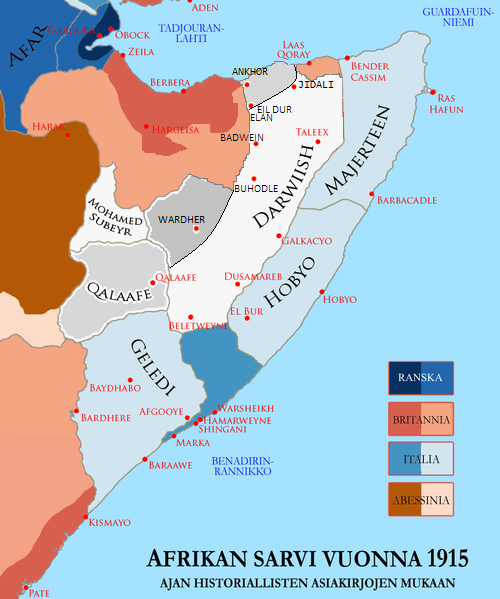
دولة الدراويش، عام 1915.

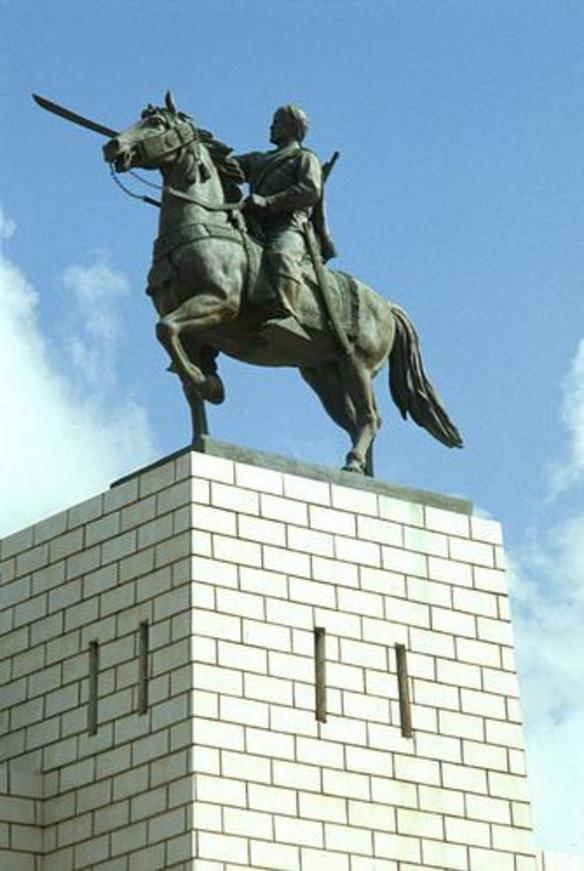
تمثال السيد محمد عبد الله حسن في مقديشو، الصومال.

كانت المقاومة ضد الاستعمار من قِبل المسلمين في أفريقيا وآسيا مصدر إلهام لحركة المقاومة الكبرى في الصومال. وكان محمد عبد الله حسن، الذي كان قد سافر إلى العديد من المراكز الإسلامية في العالم الإسلامي وعاد إلى الصومال قد بدأ الترويج للطريقة الصالحية الصوفية في المدن الحضرية والمناطق الداخلية حيث وجد نجاحا كبيرا.
في عام 1897، غادر السيد بربرة. وعندما وصل منطقة تسمى «دايمول»، التقى بعض الأطفال الصوماليين الأيتام الذين كانت ترعاهم بعثة كاثوليكية. وعندما سألهم عن عشيرتهم وأولياء الأمور، ردوا أنهم ينتمون إلى «عشيرة الكاثوليكية». صدمه هذا الرد حيث علم مدى تغلغل الحملات التنصيرية في بلاده. وفي عام 1899 باع أحد الجنود البريطانيين للسيد بندقية رسمية، وعندما حققوا مع الجنود عن سبب فقدان البندقية قالوا أن السيد قد سرقها. فأرسل القنصل رسالة مهينة إليه برد البندقية رد السيد برسالة يفند فيها هذه المزاعم. فكانت هذه الحادثة أول اشتباك له مع البريطانيين.

## العاصمة

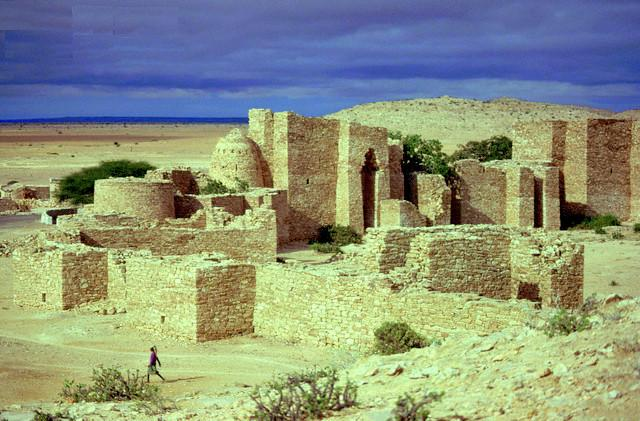
تلاح, عاصمة الدراويش.

انشأ السيد محمد خلال حملاته ضد القوى الأوروبية والمحلية الحصون في جميع أنحاء منطقة القرن الإفريقي، ونقل جيوشه من مدينة إلى أخرى. وفي عام 1913، بعد انسحاب القوات البريطانية إلى الساحل، شيد العاصمة الدائمة ومقر الدراويش في طاليح، وهي مدينة كبيرة مسورة مع أربعة عشر قلعة. شملت القلعة الرئيسية حديقة مسورة ومنزلا للحارس. وأصبح مقر إقامة محمد عبد الله حسن وزوجاته، وأسرته، وقادة الجيش البارزين، كما استضاف عددا من الشخصيات التركية، اليمنية والألمانية، والمهندسين المعماريين والبنائين ومصنعي الأسلحة. واستحدثت الأراضي الشمالية الشرقية للزراعة، وجُعلت المقابر في الجهتين الشمالية والجنوبية. وكانت الساحة الرئيسية لتنفيذ عقوبة الإعدام ضد الخونة ومرتكبي الجرائم.

## الاقتصاد
بسيطرة الدراويش على المناطق النائية في شبه الجزيرة الصومالية أصبحت الطرق التجارية الهامة تحت هيمنتها، وتشمل الواردات الهامة الأسلحة النارية والخيول ومواد البناء لبناء عشرات الحصون في منطقة القرن الأفريقي.

## الجيش
كان الجيش يتكون من سبعة أفواج. ويبلغ عددهم من 1000 إلى 4000 من المتطوعون. والخيالة من 5000 ألى 10000 متطوع. وكان الجيش مزودا بالأسلحة التقليدية والمتطورة. كما استعملوا الرقص الشعبي التي كانت تؤدى على ظهور الخيول لرفع الروح المعنوية.

## الحرب ضد إيطاليا، بريطانيا واثيوبيا

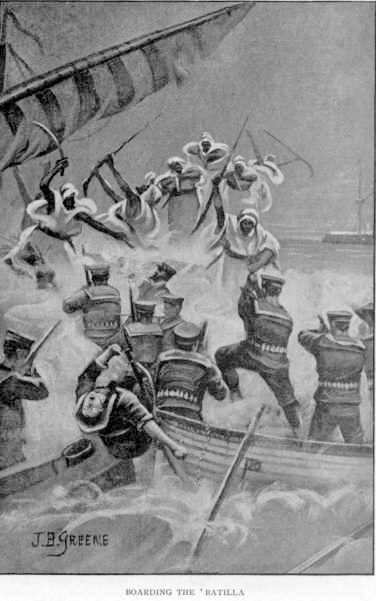
جنود من الدراويش يشتبكون مع جنود من الجيش البريطاني في البحر.

تمكنت دولة الدراويش من صد هجوم الإمبراطورية البريطانية أربع مرات متتالية وأجبرتها على الانسحاب نحو الساحل.
ونتيجة لشهرتها الواسعة على مستوى الشرق الأوسط وأوروبا اعترفت بها كل من الدولة العثمانية والإمبراطورية الألمانية كحليف لهما خلال الحرب العالمية الأولى، وبذلك بقيت السلطة المسلمة الوحيدة المستقلة على أرض القارة الإفريقية. وبعد انقضاء ربع قرن من إبقاء القوات البريطانية غير قادرة على التوغل داخل الأراضي الصومالية، هُزمت دولة الدراويش في عام 1920 عندما استخدمت القوات البريطانية الطائرات خلال معاركها في إفريقيا لقصف «تليح» عاصمة الدولة الدرويشية وبذلك تحولت كل أراضي الدولة إلى مستعمرة تابعة للإمبراطورية البريطانية. كما واجهت إيطاليا نفس المقاومة من جانب السلاطين الصوماليين ولم تتمكن من بسط سيطرتها الكاملة على أجزاء البلاد المعروفة حالياً بدولة الصومال إلا خلال العصر الفاشي في أواخر عام 1927 واستمر هذا الاحتلال حتى عام 1942 حيث تم استبداله بالحكم العسكري البريطاني وظل شمال الصومال مستعمرة بريطانية في حين تحول جنوب الصومال إلى دولة مستقلة تحت الوصاية البريطانية إلى أن تم توحيد شطري الصومال عام 1960تحت اسم جمهورية الصومال الديموقراطية.